# Синевая
Си́невая — деревня в муниципальном округе Егорьевск Московской области России.

## География
Деревня Синевая расположена в северо-восточной части муниципального округа Егорьевск, примерно в 13 километрах к северо-востоку от города Егорьевск. В 2 километрах к юго-западу от деревни протекает река Цна. Высота над уровнем моря 139 метров.

## Название
В письменных источниках упоминается как Ясенево (1554 год), Есенево (1561 год), Есеневая (1646 год), Есенево (XVIII — начало XIX века), Ясенево (1869 год), Ясинево, Синевая тож (1888 год), Синевая (Ясенево) (1906 год), с 1926 года Синевая.
Название связано с предполагаемым некалендарным личным именем Ясень, которое в результате ряда преобразований приобрело современный вид Синевая.

## История
До отмены крепостного права жители деревни относились к разряду государственных крестьян. После 1861 года деревня вошла в состав Поминовской волости Егорьевского уезда. Приход находился в селе Ново-Егорьевское.
В 1926 году деревня входила в Мартыновский сельсовет Поминовской волости Егорьевского уезда.
До 1994 года Синевая входила в состав Саввинского сельсовета Егорьевского района, а в 1994—2006 годы — Саввинского сельского округа.
Входит в состав сельского поселения Саввинское.

## Демография
В 1885 году в деревне проживало 259 человек, в 1905 году — 334 человека (169 мужчин, 165 женщин), в 1926 году — 249 человек (109 мужчин, 140 женщин). По переписи 2002 года — 16 человек (7 мужчин, 9 женщин). Население — 8 человек (2010).
| 1859 | 1868 | 1885 | 1905 | 1926 | 2002 | 2006 |
| ---- | ---- | ---- | ---- | ---- | ---- | ---- |
| 247  | ↗249 | ↗259 | ↗334 | ↘249 | ↘16  | ↘14  |
| 2010 |      |      |      |      |      |      |
| ↘8   |      |      |      |      |      |      |